# Gherardo Rangoni (podestà 1241)

Stemma dei Rangoni.

Gherardo Rangoni (XII secolo – Trevenzuolo, 1241) è stato un politico italiano, podestà di diverse città.

## Biografia
Era figlio del podestà Guglielmo Rangoni ed iniziò la sua carriera di podestà a Reggio nel 1202. Ricoprì la stessa carica a Pistoia nel 1222 e a Bologna nel 1226. Si schierò con la Lega lombarda contro l'imperatore Federico II di Svevia. Venne eletto podestà di Verona nel 1230 allorché i conti guelfi Sambonifacio vennero cacciati dalla città ad opera dei ghibellini Montecchi. Fu alla testa dei fuoriusciti guelfi contro Ezzelino da Romano fino al 1231, quando venne stipulata la pace. Nel 1232 fu podestà di Siena, anno in cui venne conquistata Montepulciano. Nel 1234 fu podestà di Pavia, nel 1236 di Rimini e dal 1240 al 1241 di Mantova, quando i mantovani si sottrassero dall'obbedienza a Federico II. Nata la guerra contro i veronesi che parteggiavano per Ezzelino da Romano, Gherardo, a capo dei mantovani che devastarono ampie zone del veronese, fu ferito a morte in uno scontro a Trevenzuolo.

## Discendenza
Ebbe un figlio, Guglielmo (?-1266), politico.